# Resurrección de Lázaro (Juan de Flandes)
La resurrección de Lázaro es un cuadro del pintor Juan de Flandes, realizado entre 1510 y 1518, que se encuentra en el Museo del Prado, uno de los seis cuadros del autor que tiene el museo a fecha de 2013. Pintado sobre una tabla que formó parte de un retablo para la Iglesia de San Lázaro de Palencia, el pintor trabajó por encargo de Isabel la Católica hasta el fallecimiento de la reina en 1504.
El retablo fue desmantelado y adquirido por la Fundación Samuel H. Kress, quien cedió cuatro de sus tablas al Museo del Prado, una de ellas, la comentada (las otras son Pentecostés, La Oración del Huerto y La Ascensión).

## Descripción de la obra
La escena representa a Jesucristo dando la orden de levantarse a Lázaro que se incorpora con una de sus hermanas a su lado, María, que es figurada con vestimentas propias de tiempos de los Reyes Católicos, ricamente adornadas. En contraste, Lázaro se representa amortajado, pálido y decrépito. Como es propio de la pintura de la época, los edificios muestran una arquitectura contemporánea al autor, de origen flamenco, como reflejan las construcciones del cuadro.
La resurrección de Lázaro es uno de los temas más representados en el arte y el de mayor trascendencia de las tres resurrecciones atribuidas por la Biblia a Jesús.

## Obras con el mismo tema
- Resurrección de Lázaro (Giotto), (1304-1306) de Giotto.
- Resurrección de Lázaro (Duccio), (1310), de Duccio.
- La resurrección de Lázaro (Ouwater) (1445), de Albert van Ouwater.
- Resurrección de Lázaro (Froment), (1461) tríptico de Nicolas Froment.
- Resurrección de Lázaro (Piombo) (1517-1519) de Sebastiano del Piombo.
- La resurrección de Lázaro (Caravaggio), (1609) de Caravaggio.
- Resurrección de Lázaro (Jouvenet), (1706), de Jean Jouvenet.
- Resurrección de Lázaro (Casado), 1855, de José Casado del Alisal.

## Relato bíblico
Lázaro de Betania es un personaje bíblico que aparece solo en el Nuevo Testamento, hermano de María y Marta de Betania. Vivió en Betania, un pueblo a las afueras de Jerusalén. Según el Evangelio de Juan fue resucitado por Jesús.